# 78221 Leonmow
78221 Leonmow è un asteroide della fascia principale. Scoperto nel 2002, presenta un'orbita caratterizzata da un semiasse maggiore pari a 2,5927568 au e da un'eccentricità di 0,2202495, inclinata di 11,34017° rispetto all'eclittica.